# زبان اکدی

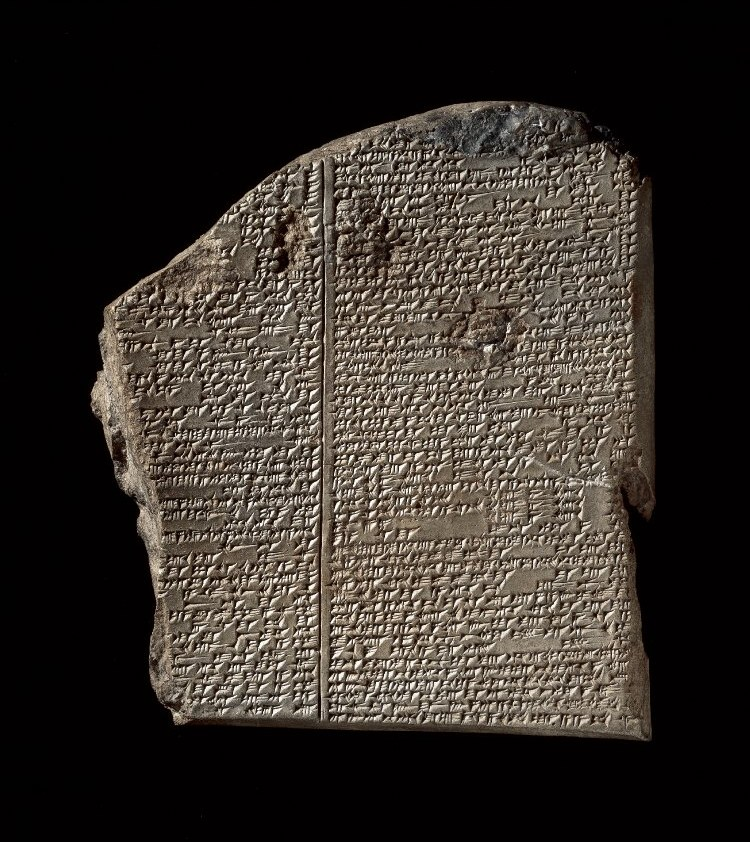
سنگنبشته اسطوره گیلگمش به اکدی

زبان اَکَدی (به اکدی: lišānum akkadītum) یک زبان سامی (از خانواده بزرگ‌تر زبان‌های آفریقایی-آسیایی) است که در دوران باستان، از هزارهٔ سوم پیش از میلاد در میانرودان (بین‌النهرین) بین آشوریان و بابلیان رایج بود. اکدی نخستین زبان سامی است که برای نوشتن به کار رفت و خط نگارشی آن خط میخی است که از زبان سومری گرفته شده‌است.

## گونه‌ها
اکدی از دید گیتاشناسی و بازه تاریخی به چند دوره بخش می‌شد:
- اکدی کهن، از ۲۵۰۰–۱۹۵۰ پیش از زایش مسیح
- بابلی کهن/آشوری کهن؛ ۱۹۵۰–۱۵۳۰
- بابلی میانه/آشوری میانه؛ ۱۵۳۰–۱۰۰۰
- بابلی نو/آشوری نو؛ ۱۰۰۰–۶۰۰
- بابلی پسین؛ ۶۰۰ پیش از میلاد–۱۰۰ پس از میلاد

## تاریخچه
نام زبان اکدی از شهر اکد یکی از مراکز تمدن کهن در جنوب میانرودان گرفته شده‌است، عنوان اکدی همچنین برای قوم و تمدن اکدی هم به کار می‌رود.
با اینکه خط میخی از سومری وارد زبان اکدی شده‌است، این زبان وابستگی نزدیکی با زبان سومری ندارد.
گویش 'بابلی نو' از زبان اکدی در کتیبه‌ها و نوشته‌های ایران باستان پرکاربرد بوده و دورتادور استوانه کوروش (استوانه گلین بیانیه کوروش) را نوشته‌هایی به خط اَکَدی (گویش بابلی نو) دربر گرفته‌است. کتیبه داریوش در بیستون به سه زبان و خطِ پارسی باستان، ایلامی نو و اَکَدی (گویش بابلی نو) و در مجموع در ۱۱۱۹ سطر نوشته شده‌است. زبان اکدی با آغاز دورهٔ مسیحیت به کلی از بین رفت.

## آواشناسی
به دست آوردن آوای درست به جا مانده از نوشته‌های میخی اکدی دشوار است، چرا که بسیاری از آواهای پیشاسامی در اکدی از دست رفته‌است. ایستهای نایی و گلویی *ʾ و *ʿ (الف و عین) و خراشی *h (ه)، *ḥ (ح)، و *ġ(غ) به عنوان واجهای همخوان گم شده‌اند و همچنین صداها یا از دست رفته‌اند یا دگرش نگارشی یافته‌اند؛ ولی همچنین واکه e در این زبان در زبان پیشاسامی ناشناخته است. همچنین ص و ض مانند زبان‌های کنعانی با هم آمیخته شده‌اند. نوزده واج به جا مانده‌است:
b p d t ṭ š z s ṣ l g k q ḫ m n r w y.
| همخوان         | صدادار | بی‌صدا    | بافشار | خیشومی | همخوان روان / نیم‌آوا |
| -------------- | ------ | -------- | ------ | ------ | -------------------- |
| انسدادی لبی    | [b]    | [p]      |        | [m]    | [v]                  |
| انسدادی دندانی | [d]    | [t]      | [tˁ]   | [n]    | [r] [l]              |
| صفیری          | [z]    | [s], [ʃ] | [sˁ]   | [n]    | [r] [l]              |
| دهانی          |        |          |        |        | [j]                  |
| کامی           | [g]    | [k]      | [kˁ]   |        |                      |
| سایشی ملازی    |        | [χ]      |        |        |                      |

همچنین واکه‌های زیر:
a, e, i, u, ā, ē, ī, ū